# Gruppo Toscano
Le Gruppo Toscano est le nom d'un groupe d'architectes dont un des projets a été la conception et la construction de la gare   Santa Maria Novella de Florence.

## Composition et actions
Ses membres sont :
- Giovanni Michelucci
- Pier Niccolò Berardi
- Nello Baroni
- Italo Gamberini
- Sarre Guarnieri
- Leonardo Lusanna (d'origine sicilienne, le seul non-toscan)

Si le groupe dans son entier a coopéré de 1931 à 1934, par la suite ses membres fondateurs ne se sont que consultés pour d'autres projets comme le palazzina Reale di Santa Maria Novella (it) signé seulement par Michelucci.

## Sources
- (it) Cet article est partiellement ou en totalité issu de l’article de Wikipédia en italien intitulé « Gruppo Toscano » (voir la liste des auteurs).

## Autres groupements d'architectes de la même période en Italie
- Le Groupe des 7 de Milan[1]
- le Groupe de Turin[1]